# Сен-Ромен-сюр-Жиронд
Сен-Роме́н-сюр-Жиро́нд (фр. Saint-Romain-sur-Gironde) — коммуна во Франции, находится в регионе Пуату — Шаранта. Департамент коммуны — Шаранта Приморская. Входит в состав кантона Коз. Округ коммуны — Сент.
Код INSEE коммуны — 17392.

## Население
Население коммуны на 2010 год составляло 48 человек.
| 1962 | 1968 | 1975 | 1982 | 1990 | 1999 | 2010 |
| ---- | ---- | ---- | ---- | ---- | ---- | ---- |
| 65   | 61   | 52   | 38   | 53   | 51   | 48   |